# Moraskoïta
La moraskoïta és un mineral de la classe dels fosfats. Va ser anomenada per Ł. Karwowski, et al. l'any 2013 en honor de Morasko, Polònia, on va caure el meteorit que contenia el material tipus.

## Característiques
La moraskoïta és un fosfat de fórmula química Na₂Mg(PO₄)F. Va ser aprovada com a espècie vàlida per l'Associació Mineralògica Internacional l'any 2013, sent publicada per primera vegada el 2015. Cristal·litza en el sistema ortoròmbic. La seva duresa a l'escala de Mohs es troba entre 4 i 5. És l'anàleg de fòsfor de l'evseevita.
Segons la classificació de Nickel-Strunz, la moraskoïta pertany a «08.BH: Fosfats, etc. amb anions addicionals, sense H₂O, amb cations de mida mitjana i gran, (OH, etc.):RO₄ = 1:1» juntament amb els següents minerals: thadeuïta, durangita, isokita, lacroixita, maxwellita, panasqueiraïta, tilasita, drugmanita, bjarebyita, cirrolita, kulanita, penikisita, perloffita, johntomaïta, bertossaïta, palermoïta, carminita, sewardita, adelita, arsendescloizita, austinita, cobaltaustinita, conicalcita, duftita, gabrielsonita, nickelaustinita, tangeïta, gottlobita, hermannroseïta, čechita, descloizita, mottramita, pirobelonita, bayldonita, vesignieïta, paganoïta, jagowerita, carlgieseckeïta-(Nd), attakolita i leningradita.
L'exemplar que va servir per a determinar l'espècie, el que es coneix com a material tipus, es troba conservat a les col·leccions del museu mineralògic de la Universitat de Breslau, a Polònia, amb el número de catàleg: iv-7766.

## Formació i jaciments
Va ser descoberta al meteorit de Morasko, recollit a la localitat de Poznań, al Voivodat de la Gran Polònia (Polònia), on es trobava en una inclusió de grafit-troilita dins una matriu de kamacita-taenita. Aquest mateorit és l'únic indret de tot el planeta on ha estat descrita aquesta espècie mineral.